# Can Busquets (Vallcanera)
Can Busquets és una masia de Vallcanera, municipi de Sils, inclosa en l'Inventari del Patrimoni Arquitectònic de Catalunya.
Actualment en estat ruïnós la masia és coneguda també per un seguit d'investigacions parapsicològiques que s'hi han dut a terme. Busquets és una gran propietat ja esmentada el 1497. És un complex d'edificis de diferents èpoques que s'origina amb el mas del segle xv, reformat a finals del XIX i principi del XX quan es fa la casa i la capella neogòtica.
Busquets és un complex de diverses edificacions. El més antic és un edifici de dues plantes i golfes, estructura basilical i vessants als laterals, de porta adovellada de mig punt i finestra central gòtica d'arc conopial amb tres arquets. La façana va ser remodelada i el coronament de les dues crugies laterals és de merlets de rajol. A l'interior, molt enrunat, també hi ha portes adovellades. Però el mal peu estat de l'edifici i l'abundant vegetació fa gairebé impossible la descripció.

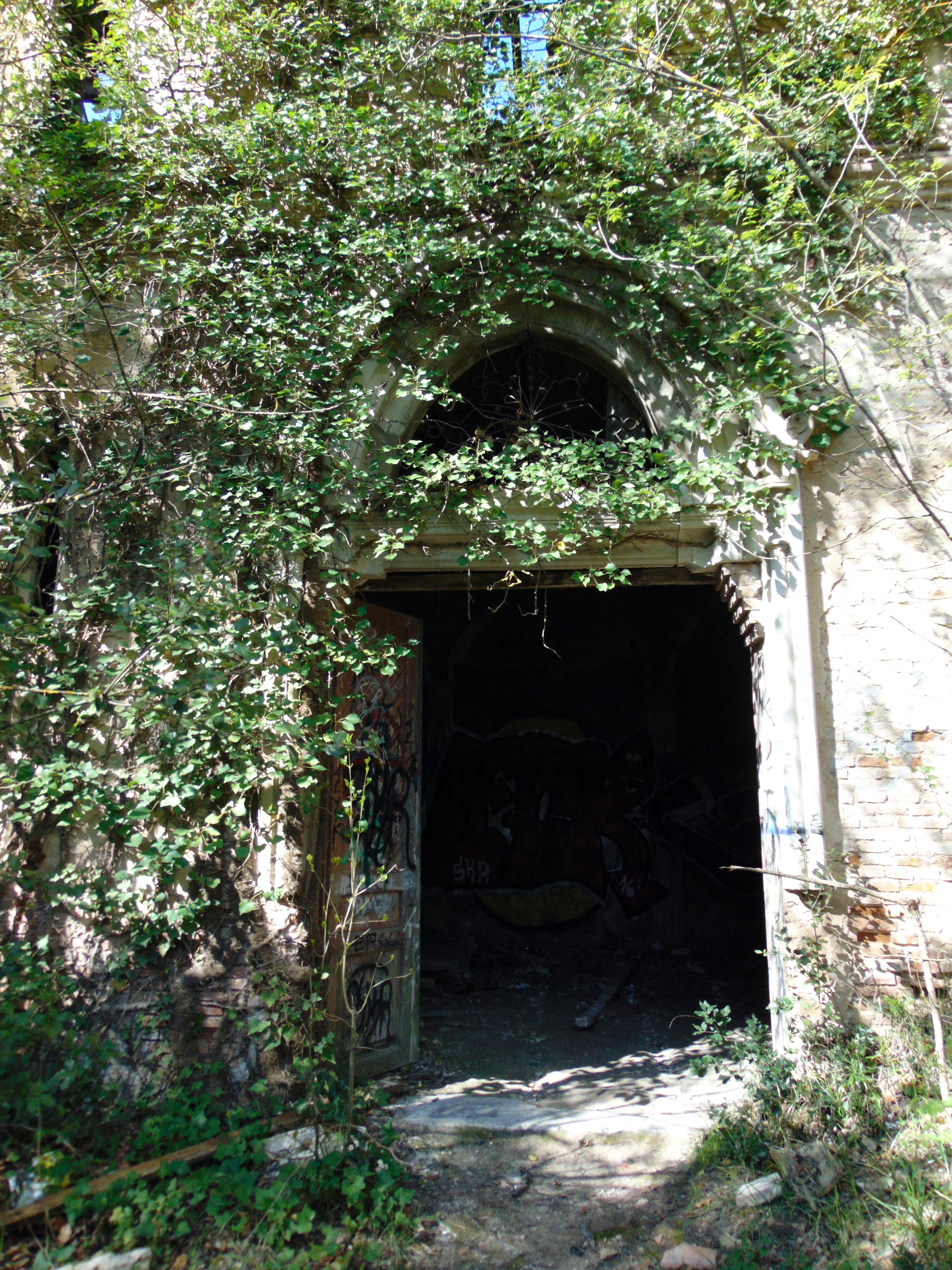
Porta d'entrada a la capella

Al costat dret hi ha un altre edifici de factura moderna sense cap interès i, a la banda esquerra, hi ha el gran casal de finals del segle xix. És un edifici d'estil eclèctic de planta rectangular, amb soterrani i tres plantes, i amb glorieta semicircular de tres nivells a la part central de la façana. Les obertures són d'arc rebaixat, emmarcades, i el parament del mur arrebossat i pintat d'un to vermellós. La coberta és a quatre aigües de teula àrab, amb barbacana de bigues de fusta. Tot l'interior està en estat ruïnós, amb els sostres caiguts i les parets en molt mal estat, però s'aprecien les decoracions de les parets, pintades i empaperades. Adossada a la banda esquerra de la casa hi ha la capella neogòtica. És de planta rectangular i tres absis carrats amb finestres apuntades i un rosetó central. La façana presenta una porta d'arc apuntat flanquejada per dues finestres que tenen l'aparença de ser de pedra però són de guix i el parament és esgrafiat de carreus. La nau està formada per quatre trams de volta de creueria simulats amb arcs, nervis i pilastres de guix. L'estat ruïnós en què està tot l'edifici deixa al descobert l'estructura portant de revoltons de rajol i bigues de ferro recoberta per plaques i motllures. Al costat dret de la casa hi ha un altre edifici de rajol vist d'estil modernista, que degut a la vegetació i a la runa és inaccessible.